# Pyura antillarum
Pyura antillarum is een zakpijpensoort uit de familie van de Pyuridae. De wetenschappelijke naam van de soort is voor het eerst geldig gepubliceerd in 1921 door Van Name.